# Libertad Figueroa
Libertad Figueroa (Ciudad de México, 31 de marzo de 1987) es artista sonora y compositora mexicana dedicada a la improvisación y live coding en SuperCollider cuya trayectoria la sitúa como una de las live coders mexicanas con reconocimiento internacional. Fundadora, integrante y curadora de varios colectivos nacionales e internacionales entre ellos Híbridas y Quimeras, Todas las Anteriores, Feminoise Latinoamérica-México, OFFAL (Orchestra For Women At Laptops), LiveCodeNet Ensamble (LCNE), Ensamble (‘bo), entre otros.

## Educación
Estudió la licenciatura en Ciencias de la Comunicación en la Facultad de Ciencias Políticas y Sociales (FCPyS) la Universidad Nacional Autónoma de México (UNAM). Tiene estudios en Literatura Inglesa (FFyL) Facultad de Filosofía y Letras- UNAM, así como en Teoría Musical por Facultad de Música- UNAM.

## Carrera

### Colectivos y Ensambles

#### Ensamble (´bo)
Formado 2013 por Libertad Figueroa a cargo de la programación de música por computadora en SuperCollider, Elihú Pérez también en SuperCollider y Yeudiel Infante en la guitarra eléctrica, es un ensamble de música mixta pionero en la experimentación sonora que fusiona ritmos folklóricos y recursos electrónicos en vivo.

#### LiveCodeNet Ensamble (LCNE)
Grupo multidisciplinario que realiza live coding colaborativo creado en octubre de 2013 entre cuyos miembros se encuentran Hernani Villaseñor, Katya Álvarez, Eduardo H. Obieta Libertad Figueroa, Emilio Ocelotl, José Carlos Hasbun Su trabajo se enfoca a la improvisación a través de algoritmos para crear música electrónica experimental y bailable utilizando código escrito en SuperCollider como única interfaz. Se han presentado en diversos espacios en la Ciudad de México incluyendo el Espacio Sonoro UAM-Xochimilco, Centro Multimedia del CENART, Centro de Cultura Digital, Biblioteca Vasconcelos entre otros.

#### OFFAL (Orchestra For Women at Laptops)
OFFAL es un colectivo internacional que genera performances que desarrollan improvisación musical en tiempo real con el uso de laptops. Sus intérpretes se localizan en diferentes países. La orquesta se formó en 2015 con el objetivo de crear estructuras no jerárquicas para desarrollar  sistemas tecnológicos entre ellos UNION de Shelly Knotts, que faciliten la colaboración internacional de artistas comprometidas con la música electrónica. OFFAL es un colectivo totalmente inclusivo y no binarie. Entre lxs artistas que conforman el colectivo se encuentran Joanne Armitage (UK), Lina Bautista (ESP), Libertad Figueroa (MX), Jenny Pickett (FR), Andrea Young (CA), Alexandra Cárdenas (CO/MX) por mencionar algunos.

#### Todas las anteriores
La artista Piaka Roela en la guitarra eléctrica y Libertad Figueroa crean un ensamble de improvisación y experimentación sonora a través de medios electrónicos. 

En palabras del escritor y periodista Adrián Ortega: 
"La propuesta, única y arriesgada, predomina el live coding (utilizando un software SuperCollider), el sampleo y la exploración de sonidos para bombear la sangre de todo el organismo y revelarnos un ensamble lleno de improvisación, ambientaciones, pasajes oníricos, estructura Dadá, fuga de ritmos, guitarras eléctricas y objetos comunes que son utilizados como un instrumento más y que juegan un papel importante dentro del desarrollo de la estructura. La exploración lo es todo. Experimentar y buscar. Anhelar lo desconocido, mantener un hilo narrativo a pesar de la densidad y la profundidad de terrenos a los que nos lleva el dueto, y continuar edificando estas nuevas voces digitales y estos procesos creativos tan reveladores en la actualidad".

#### Híbridas y Quimeras
Colectiva internacional de la Ciudad de México dedicado a la difusión de la experimentación sonora con medios electrónicos, instrumentos acústicos, música por computadora y live coding cuya estética se basa en el ruido. Algunas de las artistas que han formado parte de este colective son Piaka Roela, Itzel Noyz (Naerlot), Corazón de Robota, Mabe Fratti, Libertad Figueroa, entre otres. 

#### Feminoise Latinoamérica- México
Libertad Figueroa ha colaborado como artista integrante y recientemente como curadora en conjunto con Maia Koenig y Piaka Roela para crear el compilado Feminoise México, publicado a través del sello Sisters Triangla de Feminoise Latinoamérica.

### Solista
Como solista ha  participado en eventos como el Simposio Internacional de Música y Código /*vivo*/ 2013 y 2014 organizado por el Centro Nacional de las Artes, en el Centro Cultural Digital, Centro Cultural de España, la Facultad de Música de la UNAM  entre otros en la Ciudad de México. Fue seleccionada y becada para participar en el Festival Internacional de Música y Nuevas Tecnologías “Visiones Sonoras en el Centro Mexicano para la Música y las Artes Sonoras (CMMAS) en Morelia, México en 2013 y 2014. Participó en ICLC ( International Conference on Live Coding ) con sede en Canadá en  2016 y fue revisora de las propuestas en las ediciones 2017 y 2018. Su obra Resquebrajo en Cafetales en colaboración con el compositor y percusionista  Marcelo Villacís (cinta electroacústica y ensamble acústico) fue seleccionada para ser parte del programa “Plural” Full Dome Projection + New Music en el marco de la XIV Bienal de Cuenca en enero de 2019. 